# Dendrobranchiata
Dendrobranchiata er en underorden af krebsdyr, i ordenen Tibenede krebsdyr.
De kaldes rejer, men adskiller sig fra ægte rejer, (Caridea) ved at have grenede gæller.

## Klassifikation
Underorden: Dendrobranchiata
- Overfamilie: Penaeoidea
  - Familie: Penaeidae
  - Familie: Aristeidae
  - Familie: Solenoceridae
  - Familie: Sicyoniidae
- Overfamilie: Sergestoidea
  - Familie: Sergestidae

| Dyr | Spire Denne artikel om dyr er en spire som bør udbygges. Du er velkommen til at hjælpe Wikipedia ved at udvide den. |